# Kallio

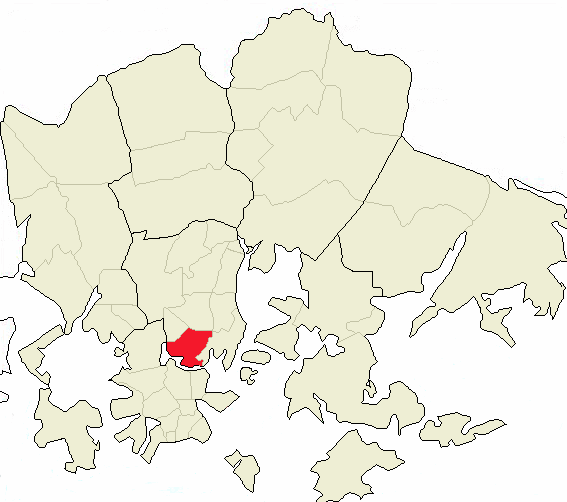
Poloha čtvrti

Kallio je 11. městská část Helsinek. Leží na východní straně Helsinského poloostrova, asi jeden kilometr jižně od centra.
Tarja Halonen zde žila celý svůj život, dokud nebyla zvolena prezidentkou Finska.

## Galerie

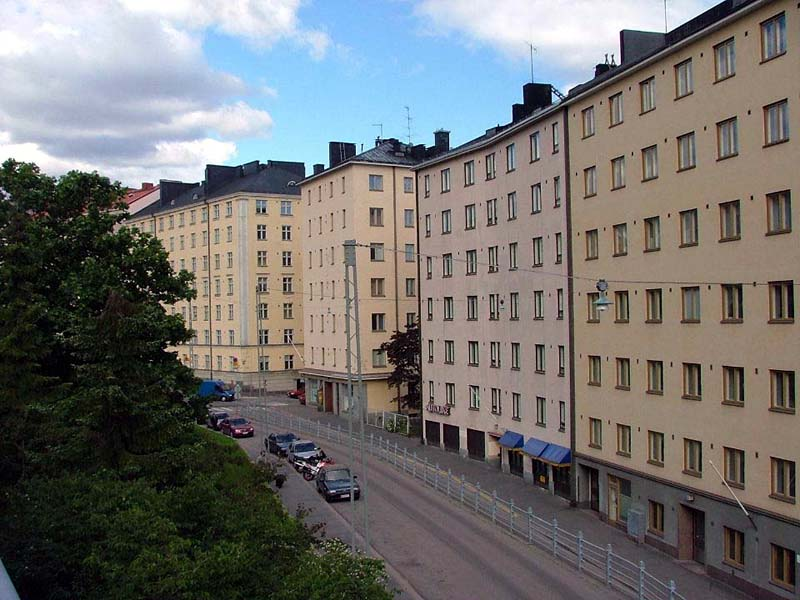
Pohled do ulice Pengerkatu
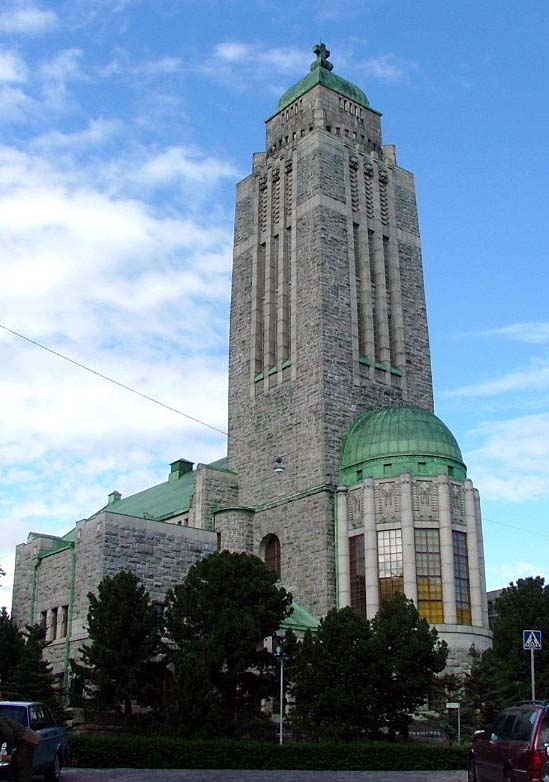
Kostel ve čtvrti Kallio
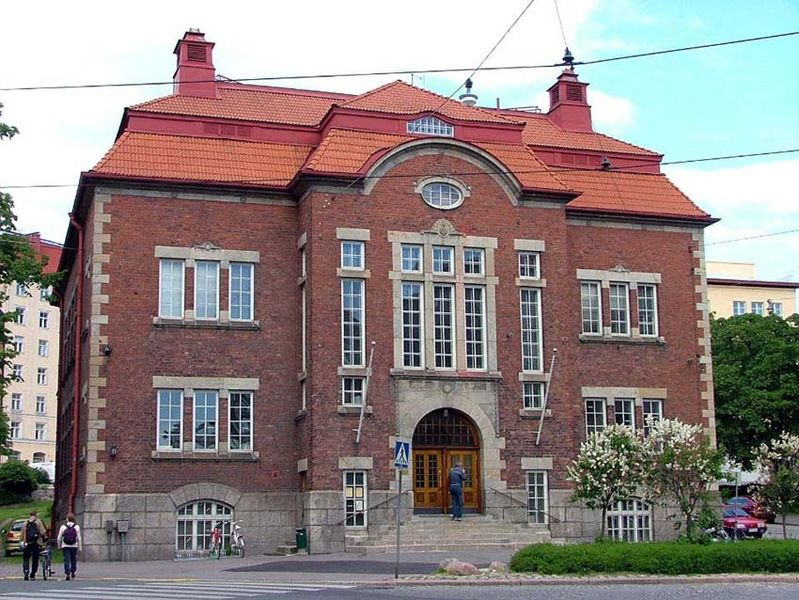
Knihovna v Kalliu (1912) byla první finská knihovna financovaná výhradně z peněz města